# Hieronymus Lüneburg († 1633)
Hieronymus Lüneburg (* vor 1580 in Lübeck; † 1. Dezember 1633 ebenda) war ein deutscher Ratsherr der Hansestadt Lübeck.

## Leben
Hieronymus Lüneburg war Sohn des Lübecker Bürgermeisters Hieronymus Lüneburg. Lüneburg wurde 1597 Mitglied der patrizischen Zirkelgesellschaft. Er studierte Rechtswissenschaften an der Universität Frankfurt/Oder, wo er 1604 als Respondent erwähnt wird. Lüneburg wurde 1610 in den Lübecker Rat erwählt und war 1613 Gesandter der Stadt beim Reichstag in Regensburg. Er war ab 1629 Kämmereiherr der Stadt.
Lüneburg bewohnte das Haus seines Vaters in der Königstraße 3/5 und ererbte die Lübschen Güter Moisling, Niendorf und Reecke. Er war verheiratet mit einer Tochter des Ratsherrn Joachim Wibbeking. Nach seinem Tode ging Moisling über seine Tochter Cecilie 1646 an deren Ehemann, den Ratsherrn Gotthard von Höveln, während die Güter Niendorf und Reecke an den Ratsherrn Andreas Albrecht von Brömbsen fielen. Seine Tochter Anna (* 2. Oktober 1605; † 30. Januar 1673) heiratete in erster Ehe den fürstbischöflichen Kanzler Martin Gerdes (1597–1643) und in zweiter Ehe 1644 den fürstbischöflichen Kanzleidirektor Christian Cassius.
Er wurde in der Jakobikirche bestattet und erhielt als deren Kirchenvorsteher dort auch ein Epitaph gesetzt, das allerdings nicht erhalten ist.